# Ypthimomorpha itonia
Ypthimomorpha itonia är en fjärilsart som beskrevs av William Chapman Hewitson 1865. Ypthimomorpha itonia ingår i släktet Ypthimomorpha och familjen praktfjärilar. Inga underarter finns listade i Catalogue of Life.

## Bildgalleri

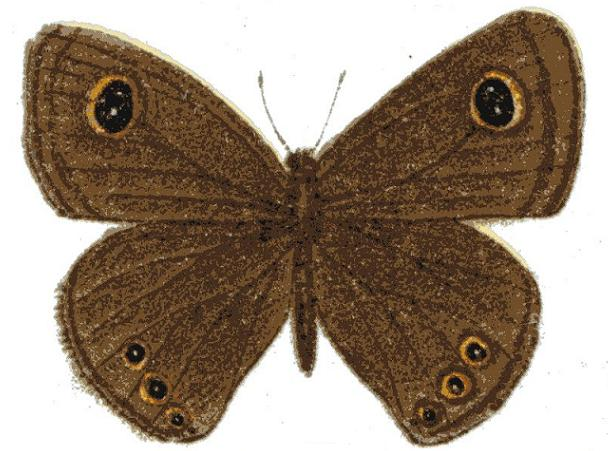